# Association uruguayenne de football
Pour les articles homonymes, voir AUF.
L'Association uruguayenne de football (Asociación Uruguaya de Fútbol (es) AUF) est une association regroupant les clubs de football d'Uruguay et organisant les compétitions nationales et les matchs internationaux de la sélection d'Uruguay.
La fédération nationale d'Uruguay est fondée en 1900. Elle est affiliée à la FIFA depuis 1923 et elle est membre de la CONMEBOL depuis 1916.